# Trepanație
Trepanația este un gen de operație chirurgicală care presupune executarea unei deschideri în oasele craniului.
Primele dovezi ale practicării trepanației datează de acum 7.000 de ani și au fost descoperite în diferite zone din Grecia, America de Nord și de Sud, Africa, Polinezia și Orientul Îndepărtat. Tehnica a fost abandonată până la sfârșitul Evului Mediu, însă în unele zone din Africa și Polinezia ea a continuat să fie folosită până în primii ani ai secolului XX.